# Jaskinia Korsanlar w Alanyi
Jaskinia Korsanlar (tur. Korsanlar Mağarası – "Jaskinia Piracka") – grota morska zlokalizowana po wschodniej stronie półwyspu, na którym znajduje się średniowieczna twierdza w tureckim mieście Alanya. Wejście do niej ma 10 m szerokości oraz 6 m wysokości. Mniejszymi łódkami udaje się wpłynąć do środka, zaś z większych można się dostać wpław w czasie postoju. 
Jedna z legend mówi, iż z tej jaskini prowadziło potajemne przejście do twierdzy, gdzie średniowieczni piraci znosili swe skarby.